# Gimnastyka sportowa na Letnich Igrzyskach Olimpijskich 1984 – ćwiczenia na poręczach asymetrycznych kobiet
Ćwiczenia na poręczach asymetrycznych kobiet na Letnich Igrzyskach Olimpijskich 1984 – jedna z konkurencji gimnastyki sportowej rozgrywana podczas igrzysk 30 lipca – 5 sierpnia 1984 w Edwin W. Pauley Pavilion w Los Angeles. Mistrzyniami olimpijskimi zostały Chinka Ma Yanhong i Amerykanka Julianne McNamara.

## Wyniki

### Kwalifikacje
65 zawodniczek rywalizowało w obowiązkowych i dowolnych ćwiczeniach na poręczach podczas wieloboju indywidualnego 30 lipca i 1 sierpnia. 

### Finał
Sześć gimnastyczek z najlepszymi wynikami zakwalifikowało się do finału ćwiczeń na poręczach 5 sierpnia, gdzie rywalizowały o medale w tej konkurencji.
| Poz. | Zawodniczka       | Reprezentacja            | Kwalifikacje | Kwalifikacje | Kwalifikacje | Finał  | Finał  |
| Poz. | Zawodniczka       | Reprezentacja            | Obowiązkowe  | Dowolne      | ½Q           | Finał  | Wynik  |
| ---- | ----------------- | ------------------------ | ------------ | ------------ | ------------ | ------ | ------ |
| 01 ! | Ma Yanhong        | Chińska Republika Ludowa | 9,900        | 10,000       | 9,950        | 10,000 | 19,950 |
| 01 ! | Julianne McNamara | Stany Zjednoczone        | 9,900        | 10,000       | 9,950        | 10,000 | 19,950 |
| 03 ! | Mary Lou Retton   | Stany Zjednoczone        | 9,800        | 9,900        | 9,850        | 9,950  | 19,800 |
| 4    | Mihaela Stănuleț  | Rumunia                  | 9,700        | 9,800        | 9,750        | 9,900  | 19,650 |
| 5    | Romi Kessler      | Szwajcaria               | 9,600        | 9,750        | 9,575        | 9,750  | 19,425 |
| 6    | Zhou Ping         | Chińska Republika Ludowa | 9,550        | 9,650        | 9,600        | 9,750  | 19,350 |
| 7    | Noriko Mochizuki  | Japonia                  | 9,300        | 9,750        | 9,525        | 9,800  | 19,325 |
| 8    | Lavinia Agache    | Rumunia                  | 9,850        | 9,550        | 9,700        | 9,300  | 19,000 |